# Mr. Vgrooves
Mr. Vgrooves (n. 16 de octubre de 1988 en Phagwara, Punjab), es un cantante, productor y director musical indio. Ha trabajado con varias estaciones de radio como productor y también como DJ en el 2007. Después de esto comenzó a trabajar como director y productor para la industria de la música Punjabi.

## Temas musicales
| Año  | Canción         | Cantante          | Álbum                | Etiqueta             |
| ---- | --------------- | ----------------- | -------------------- | -------------------- |
| 2011 | Gussa Ni Karida | Kabir             | Real Nawaab          | Speed Records        |
| 2012 | Punjab          | Kulwinder Billa   | Kulwinder Billa      | Japas Music          |
| 2013 | Tequila Shot    | Hardy Sandhu      | This is Hardy Sandhu | Sony Music India     |
| 2013 | Ashquie te Loan | Hardy Sandhu      | This is Hardy Sandhu | Sony Music India     |
| 2012 | Sant Sipahi     | Saini             | Sant Sipahi          | Immortal Productions |
| 2013 | Bullet di seat  | Deep Brar         | Bullet Di seat       | Groove records       |
| 2013 | Bullet          | Harsimaran        | Bullet               | Groove records       |
| 2013 | Jaan Nachdi     | Harsimran         | Jaan Nachdi          | Groove records       |
| 2013 | Armani          | Harman Chahal     | Armani               | Groove records       |
| 2013 | kali Audi       | Aksh, Ash Benipal | Kali Audi            | Groove recods        |
| 2014 | Guzaara         | Gurpreet Chattha  | Guzaara              | Sony Music India     |
| 2014 | Landa Scooter   | Nav Maan          | Landa Scooter        | Groove records       |
| 2014 | Obsession       | Upkar Sandhu      | Obsession            | Groove Records       |
| 2014 | Rang            | Karan Sembi       | Rang                 | Hub Records          |
| 2014 | Deed            | Harrie Singh      | Deed                 | Speed Records        |
| 2014 | Kashni Akh      | Ekam              | Kashni Akh           | Groove Records       |
| 2014 | Rent Da Flat    | Sharna            | Rent da Flat         | Groove Records       |
| 2015 | Tere Saah       | Sunmeet           | Tere Saah            | Sony Music India     |

## Filmografía
| Año  | Canción       | Cantante            | Película      | Etiqueta      |
| ---- | ------------- | ------------------- | ------------- | ------------- |
| 2014 | Myself Ghaint | Mika Singh          | Myself Ghaint | Knock Digital |
| 2014 | Ud Chaliye    | Feroz Khan          | Myself Ghaint | Knock Digital |
| 2014 | Ishq Khuda    | Javed Ali           | Myself Ghaint | Knock Digital |
| 2014 | Judaiyiaan    | Kailash Kher        | Myself Ghaint | Knock Digital |
| 2014 | Ghuggiye      | Lehmber Hussainpuri | Myself Ghaint | Knock Digital |